# Friedrich Carl Hector Wilhelm von Günderrode

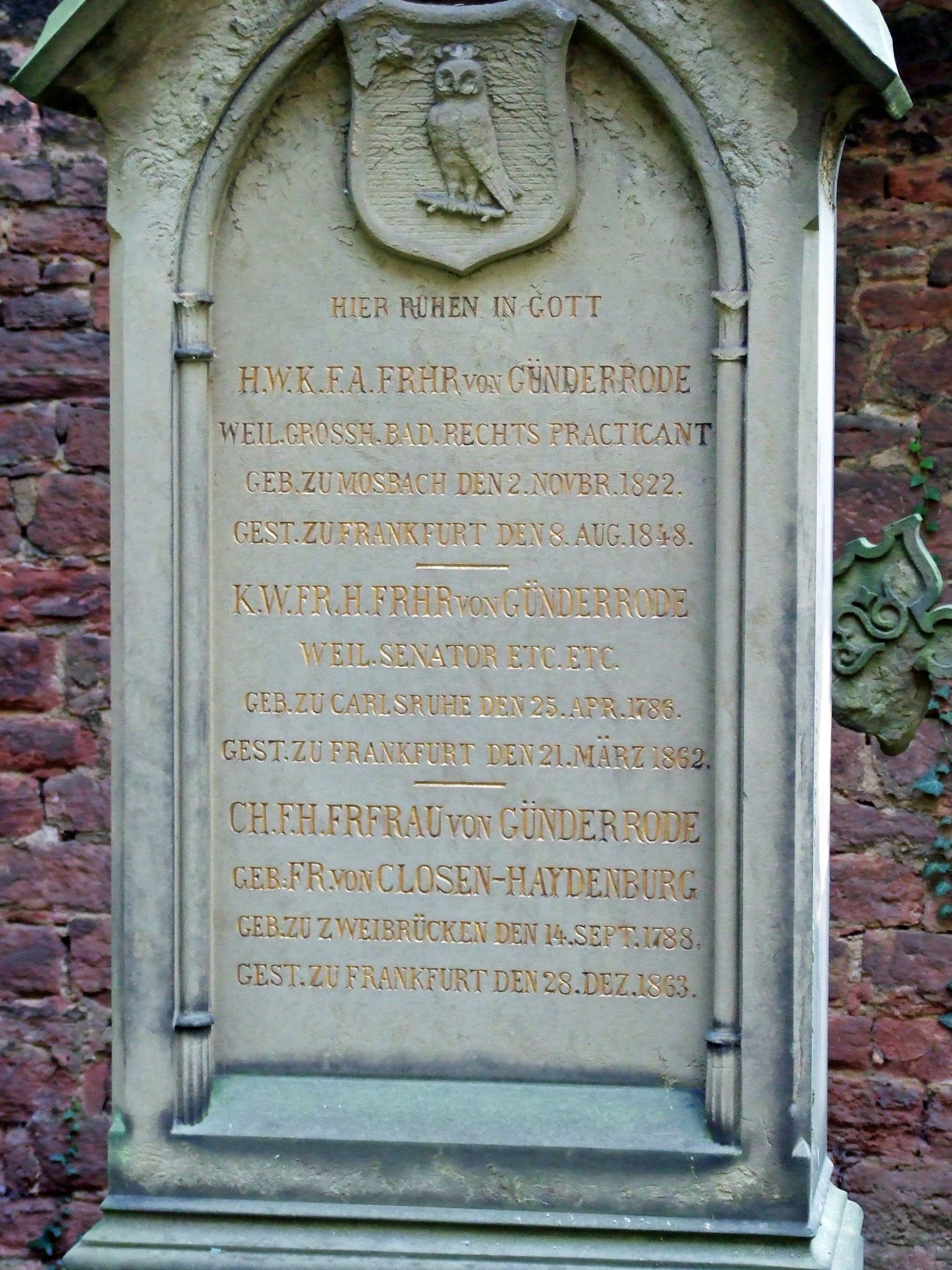
Grabmal auf dem Frankfurter Hauptfriedhof

Friedrich Carl Hector Wilhelm Freiherr von Günderrode gen. von Kellner (* 25. April 1786 in Karlsruhe; † 21. März 1862 in Frankfurt am Main) war ein deutscher Jurist und Politiker.

## Leben und Werk
Günderrode war das jüngste Kind von Hector Wilhelm von Günderrode gen. von Kellner und seiner Frau Luise Sophie Victorie Auguste Henriette Friedrike von Günderrode. Die Familie Günderrode gehörte seit dem 16. Jahrhundert zu den einflussreichen Patrizierfamilien der Ganerbschaft Alten Limpurg in Frankfurt am Main. Seine älteste Schwester war die Dichterin Caroline von Günderrode, vier weitere ältere Schwestern verstarben noch im Kindesalter.
Er studierte Rechtswissenschaft in Heidelberg und wurde Badischer Kammerherr und Forstmeister in Mosbach am Neckar. 1823 wurde er Senator und Schöffe in Frankfurt am Main. 1841, 1847, 1851 und 1861 wählte ihn der Senat zum Älteren Bürgermeister der Freien Stadt Frankfurt. Darüber hinaus war er Mitglied der Gesetzgebenden Versammlung und der Senatskommission zur Verhandlung mit Behörden des Deutschen Bundes.

## Familie
Er heiratete am 28. März 1812 Freiin Charlotte Henriette von Closen-Haidenburg (* 14. September 1788). Das Paar hatte mehrere Kinder:
- Clotilde Luise Maximiliana (* 1. März 1815; † 1891) ⚭ Gustav Adolf Theodor von Wasmer (* 1808; † 25. Februar 1855), Fürstlich Reußischer Forstmeister
- Ida Caroline Luise (* 5. Januar 1817) ⚭ 1853 Robert von Patow
- Maria Augusta Emilie (* 14. August 1821; † 1910), gründete 1910 das „v. Günderrode-Closensche Damenstift“ in Frankfurt am Main
- Maximilian Ferdinand Ludwig (* 28. April 1824; † 1867), Gutsbesitzer, Großherzoglich-Badischer Hauptmann, Königlich-Bayerischer Kämmerer[1]
- Charlotte Friederica Luise (* 21. Januar 1827; † 1895) ⚭ 1847 Freiherr Georg von Panhuys (1796–1871), niederländischer Generalleutnant
- Karl Wilhelm Hector (* 23. März 1830; † 1906), Doktor der Philosophie ⚭ Caroline Elisabeth Sophie von Schmerfeld (* 10. März 1822; † 1905)